# Luftschifferkaserne Köln
Die Luftschifferkaserne Köln befand sich in Köln-Ossendorf, Frohnhofstraße 190. Sie wurde 1913 erbaut und 1971 abgerissen.

## Geschichte

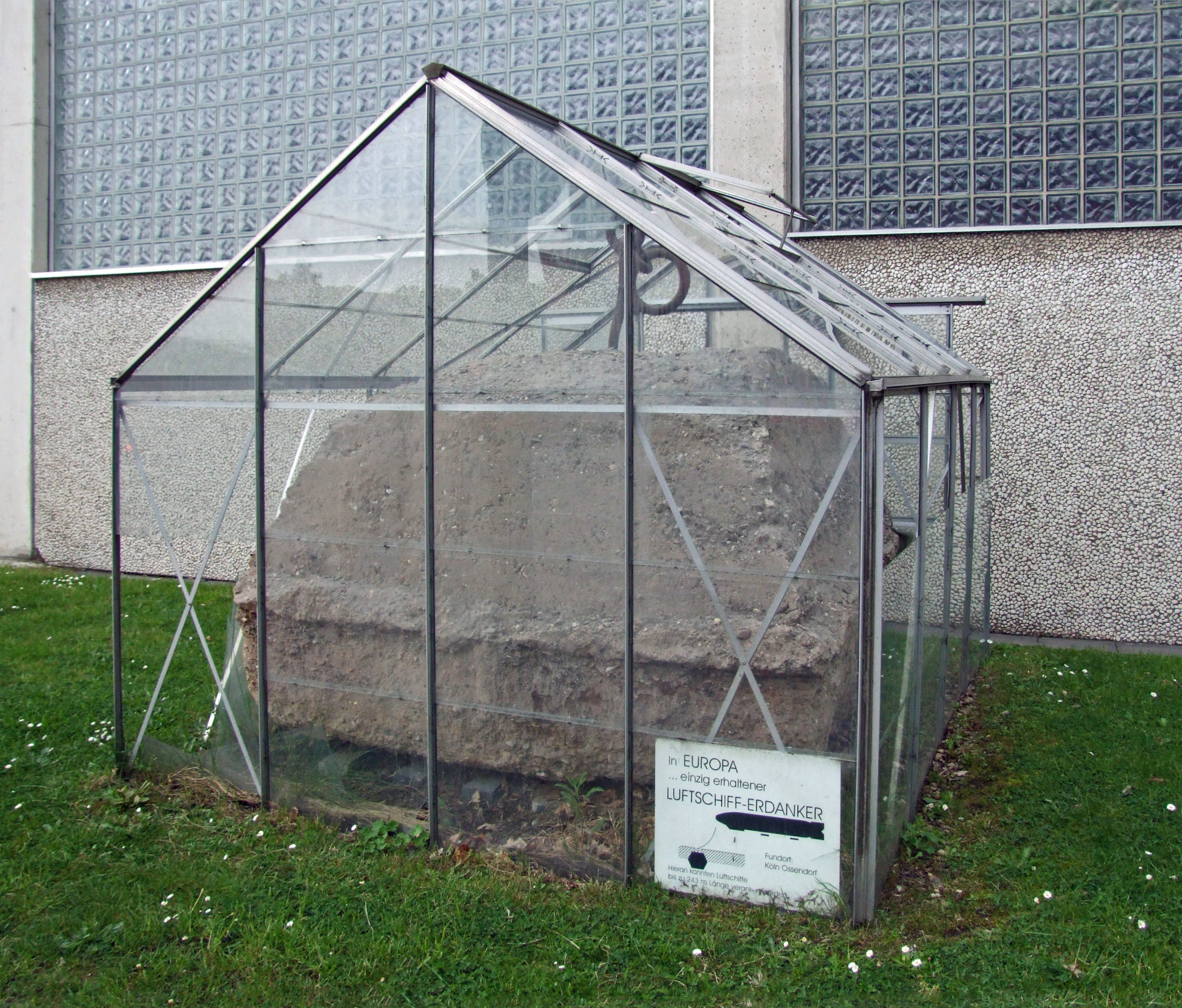
Luftschiff-Erdanker, gefunden in den 1970ern, Köln-Ossendorf

Auf Anregung der Stadt Köln beim preußischen Kriegsministerium wurde in Köln-Bickendorf zwischen Venloer Straße und Ossendorfer Weg eine Luftschiffhalle errichtet. Die Halle wurde von MAN bis zum Mai 1909 erbaut und bot drei Luftschiffen Platz. Eine Abteilung des Luftschiffer-Bataillons wurde aus Berlin als Vorauskommando nach Köln verlegt und bis zur Fertigstellung der Kaserne im Fort IV in Bocklemünd untergebracht. Bis August 1909 wurden drei Luftschiffe nach Köln verlegt. Dazu gehörte im August der Zeppelin LZ 5 (militärisch Z II), der bereits 1910 in der Nähe von Limburg durch eine Sturmböe zerstört wurde. Am 1. Oktober 1911 wurde aus dem Vorauskommando das Luftschifferbataillon 3 gebildet.
Der erste Spatenstich für die Kaserne erfolgte am 1. Juni 1913. Neben dem Hauptgebäude mit Kantine stand das Offizierskasino. Nach Kriegsende 1918 und dem Ende der Besatzungszeit von 1919 bis 1926 wurden die Gebäude bis zu ihrem Abriss 1971 als Wohngebäude genutzt.